# Trischa Zorn
Trischa Zorn (Orange, 1 de junio de 1964) es una deportista estadounidense que compitió en natación adaptada. Ganó 55 medallas en los Juegos Paralímpicos de Verano entre los años 1980 y 2004.

## Palmarés internacional
| Juegos Paralímpicos | Juegos Paralímpicos                                        | Juegos Paralímpicos | Juegos Paralímpicos    |
| Año                 | Lugar                                                      | Medalla             | Prueba                 |
| ------------------- | ---------------------------------------------------------- | ------------------- | ---------------------- |
| 1980                | Arnhem (Países Bajos)                                      | Medalla de oro      | 100 m espalda B        |
| 1980                | Arnhem (Países Bajos)                                      | Medalla de oro      | 100 m libre B          |
| 1980                | Arnhem (Países Bajos)                                      | Medalla de oro      | 100 m mariposa B       |
| 1980                | Arnhem (Países Bajos)                                      | Medalla de oro      | 200 m estilos B        |
| 1980                | Arnhem (Países Bajos)                                      | Medalla de oro      | 400 m estilos B        |
| 1980                | Arnhem (Países Bajos)                                      | Medalla de oro      | Desconocida            |
| 1980                | Arnhem (Países Bajos)                                      | Medalla de oro      | Desconocida            |
| 1984                | Nueva York (Estados Unidos) Stoke Mandeville (Reino Unido) | Medalla de oro      | 100 m espalda B2       |
| 1984                | Nueva York (Estados Unidos) Stoke Mandeville (Reino Unido) | Medalla de oro      | 100 m libre B2         |
| 1984                | Nueva York (Estados Unidos) Stoke Mandeville (Reino Unido) | Medalla de oro      | 100 m mariposa B2      |
| 1984                | Nueva York (Estados Unidos) Stoke Mandeville (Reino Unido) | Medalla de oro      | 200 m estilos B2       |
| 1984                | Nueva York (Estados Unidos) Stoke Mandeville (Reino Unido) | Medalla de oro      | 400 m estilos B2       |
| 1984                | Nueva York (Estados Unidos) Stoke Mandeville (Reino Unido) | Medalla de oro      | Desconocida            |
| 1984                | Nueva York (Estados Unidos) Stoke Mandeville (Reino Unido) | Medalla de oro      | Desconocida            |
| 1984                | Nueva York (Estados Unidos) Stoke Mandeville (Reino Unido) | Medalla de oro      | Desconocida            |
| 1984                | Nueva York (Estados Unidos) Stoke Mandeville (Reino Unido) | Medalla de oro      | Desconocida            |
| 1984                | Nueva York (Estados Unidos) Stoke Mandeville (Reino Unido) | Medalla de oro      | Desconocida            |
| 1988                | Seúl (Corea del Sur)                                       | Medalla de oro      | 50 m braza B2          |
| 1988                | Seúl (Corea del Sur)                                       | Medalla de oro      | 100 m braza B2         |
| 1988                | Seúl (Corea del Sur)                                       | Medalla de oro      | 200 m braza B2         |
| 1988                | Seúl (Corea del Sur)                                       | Medalla de oro      | 100 m espalda B2       |
| 1988                | Seúl (Corea del Sur)                                       | Medalla de oro      | 50 m libre B2          |
| 1988                | Seúl (Corea del Sur)                                       | Medalla de oro      | 100 m libre B2         |
| 1988                | Seúl (Corea del Sur)                                       | Medalla de oro      | 400 m libre B2         |
| 1988                | Seúl (Corea del Sur)                                       | Medalla de oro      | 100 m mariposa B2      |
| 1988                | Seúl (Corea del Sur)                                       | Medalla de oro      | 200 m estilos B2       |
| 1988                | Seúl (Corea del Sur)                                       | Medalla de oro      | 400 m estilos B2       |
| 1988                | Seúl (Corea del Sur)                                       | Medalla de oro      | Desconocida            |
| 1988                | Seúl (Corea del Sur)                                       | Medalla de oro      | Desconocida            |
| 1992                | Barcelona (España)                                         | Medalla de oro      | 100 m braza B1-2       |
| 1992                | Barcelona (España)                                         | Medalla de oro      | 200 m braza B1-3       |
| 1992                | Barcelona (España)                                         | Medalla de oro      | 100 m espalda B2       |
| 1992                | Barcelona (España)                                         | Medalla de oro      | 200 m espalda B1-2     |
| 1992                | Barcelona (España)                                         | Medalla de oro      | 50 m libre B2          |
| 1992                | Barcelona (España)                                         | Medalla de oro      | 100 m libre B2         |
| 1992                | Barcelona (España)                                         | Medalla de oro      | 200 m estilos B2       |
| 1992                | Barcelona (España)                                         | Medalla de oro      | 400 m estilos B1-3     |
| 1992                | Barcelona (España)                                         | Medalla de oro      | 4 × 100 m libre B1-3   |
| 1992                | Barcelona (España)                                         | Medalla de oro      | 4 × 100 m estilos B1-3 |
| 1992                | Barcelona (España)                                         | Medalla de plata    | 100 m mariposa B2-3    |
| 1992                | Barcelona (España)                                         | Medalla de plata    | 400 m libre B2-3       |
| 1996                | Atlanta (Estados Unidos)                                   | Medalla de oro      | 100 m espalda B2       |
| 1996                | Atlanta (Estados Unidos)                                   | Medalla de oro      | 200 m estilos B2       |
| 1996                | Atlanta (Estados Unidos)                                   | Medalla de plata    | 50 m libre B2          |
| 1996                | Atlanta (Estados Unidos)                                   | Medalla de plata    | 400 m libre B2         |
| 1996                | Atlanta (Estados Unidos)                                   | Medalla de plata    | 4 × 100 m estilos B1-3 |
| 1996                | Atlanta (Estados Unidos)                                   | Medalla de bronce   | 100 m braza B2         |
| 1996                | Atlanta (Estados Unidos)                                   | Medalla de bronce   | 100 m libre B2         |
| 1996                | Atlanta (Estados Unidos)                                   | Medalla de bronce   | 4 × 100 m libre B1-3   |
| 2000                | Sídney (Australia)                                         | Medalla de plata    | 100 m braza SB12       |
| 2000                | Sídney (Australia)                                         | Medalla de plata    | 100 m espalda S12      |
| 2000                | Sídney (Australia)                                         | Medalla de plata    | 100 m mariposa S12     |
| 2000                | Sídney (Australia)                                         | Medalla de plata    | 200 m estilos SM12     |
| 2000                | Sídney (Australia)                                         | Medalla de bronce   | 50 m libre S12         |
| 2004                | Atenas (Grecia)                                            | Medalla de bronce   | 100 m espalda S12      |